# Elbrus İsaqov
Elbrus Hudsiyat oğlu İsaqov (auch Elbrus Isakov; * 1. März 1981 in Rustawi, Georgische SSR) ist ein ehemaliger aserbaidschanischer Skirennläufer. Er startete hauptsächlich in den technischen Disziplinen Riesenslalom und Slalom.

## Karriere
İsaqov gab sein internationales Renndebüt am 10. Dezember 1998 bei einem FIS-Super-G in Schladming. Im weiteren Verlauf des Winters nahm er als erster aserbaidschanischer Skirennläufer an einer Alpinen Skiweltmeisterschaft teil. Bei den Weltmeisterschaften 1999 in Vail bzw. Beaver Creek schied er jedoch im Riesenslalom aus, zum Slalom war er zwar gemeldet, trat jedoch nicht an. Zudem war Elbrus İsaqov bei den Olympischen Winterspielen 2002 in Salt Lake City der erste Skirennläufer Aserbaidschans, der an Olympischen Spielen teilnahm. Dort schied er ebenfalls im ersten Durchgang des Slaloms aus.
Seine letzten internationalen Rennen bestritt İsaqov im März 2002 in Sarıkamış, danach ist er nicht mehr als Rennläufer nicht mehr in Erscheinung getreten.

## Erfolge

### Olympische Winterspiele
- Salt Lake City 2002: DNF Slalom

### Weltmeisterschaften
- Vail/Beaver Creek 1999: DNF Riesenslalom, DNS Slalom

### Winter-Universiade
- Zakopane 2001: 74. Riesenslalom

### Weitere Erfolge
- 2 Platzierungen unter den besten 10 bei FIS-Rennen